# 芳本甚二
芳本 甚二（よしもと じんじ、1920年〈大正9年〉7月23日 - 2014年〈平成26年〉7月5日）は、日本の政治家。元奈良県御所市長（5期）。位階は正五位。勲四等瑞宝章。

## 経歴
奈良県出身。1943年〈昭和18年〉関西大学法学部卒。1946年〈昭和21年〉福助足袋に入社。1952年〈昭和27年〉に退社し、家業の芳本商店を継ぐ。1978年〈昭和53年〉御所市長選挙に立候補し、初当選する。市長を5期務め、任期途中の1996年〈平成8年〉に退任した。1997年叙勲で勲四等瑞宝章を受章。2014年〈平成26年〉死去。死没日付をもって正八位から正五位に進階。